# Antitankgracht (Antwerpen)

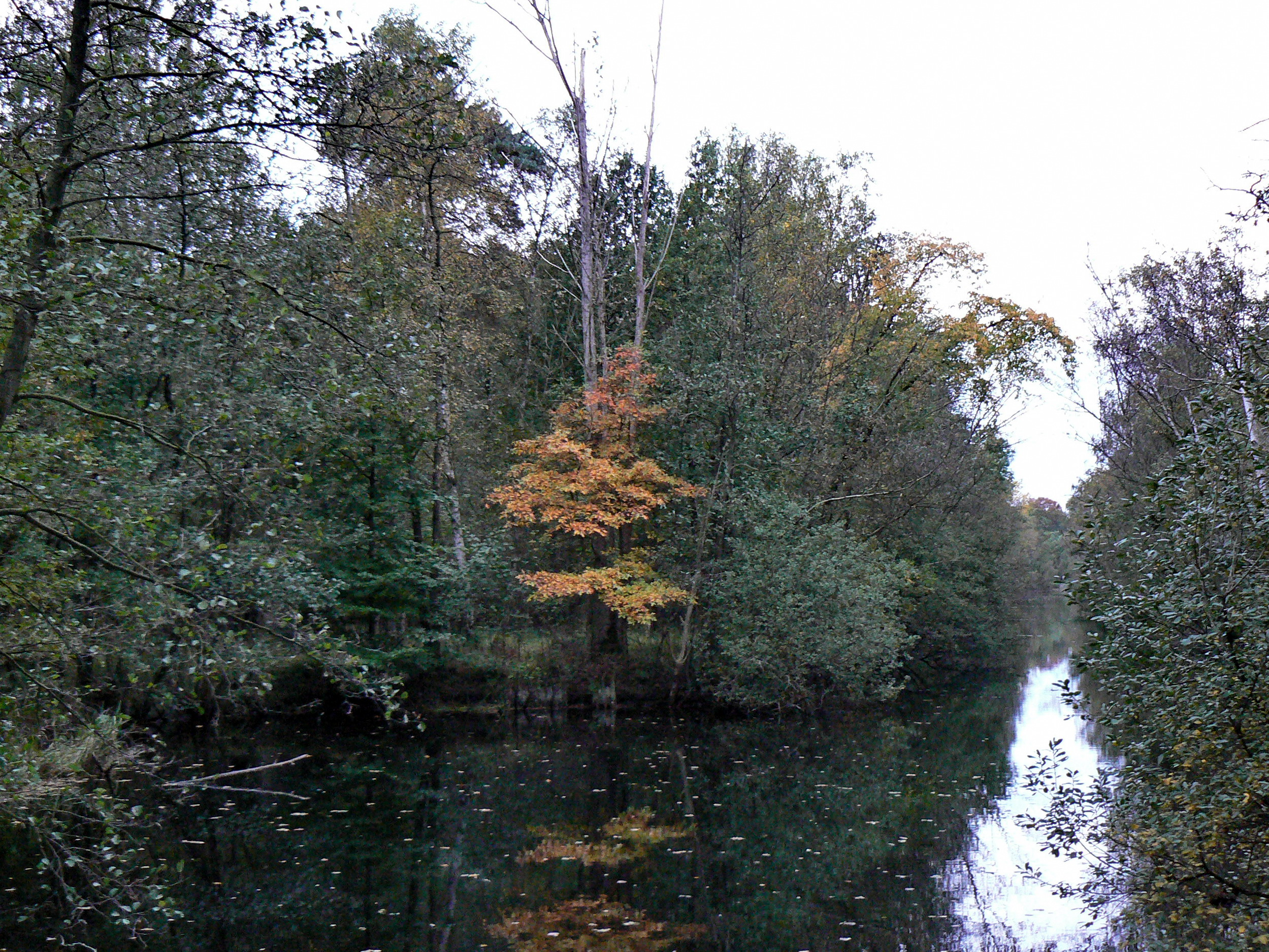
De Antitankgracht in Domein De Inslag, Brasschaat

De Antwerpse Antitankgracht (ook wel het Antitankkanaal genoemd) is een kunstmatige waterloop die een grote kwartcirkel vormt (van noord tot oost) rond de stad Antwerpen, niet te verwarren met de Dnjepr (Antwerpen). De gracht heeft een lengte van ongeveer 33 km en is ten minste 6 meter breed. Ze verbindt de Schelde ter hoogte van Berendrecht met het Albertkanaal in Oelegem. De gracht werd aangelegd tussen 1937 en 1939 met de bedoeling vijandelijke (Duitse) tanks en ander rollend materieel te stoppen vooraleer ze Antwerpen konden bereiken. De antitankgracht speelde geen rol van betekenis in Fall Gelb (de Achttiendaagse Veldtocht).
Ondertussen is de Antitankgracht geëvolueerd naar een groots natuurverbindingsgebied, dat verschillende natuurgebieden en bossen met elkaar verbindt en migratie van dieren en planten tussen die gebieden mogelijk maakt.

## Situering

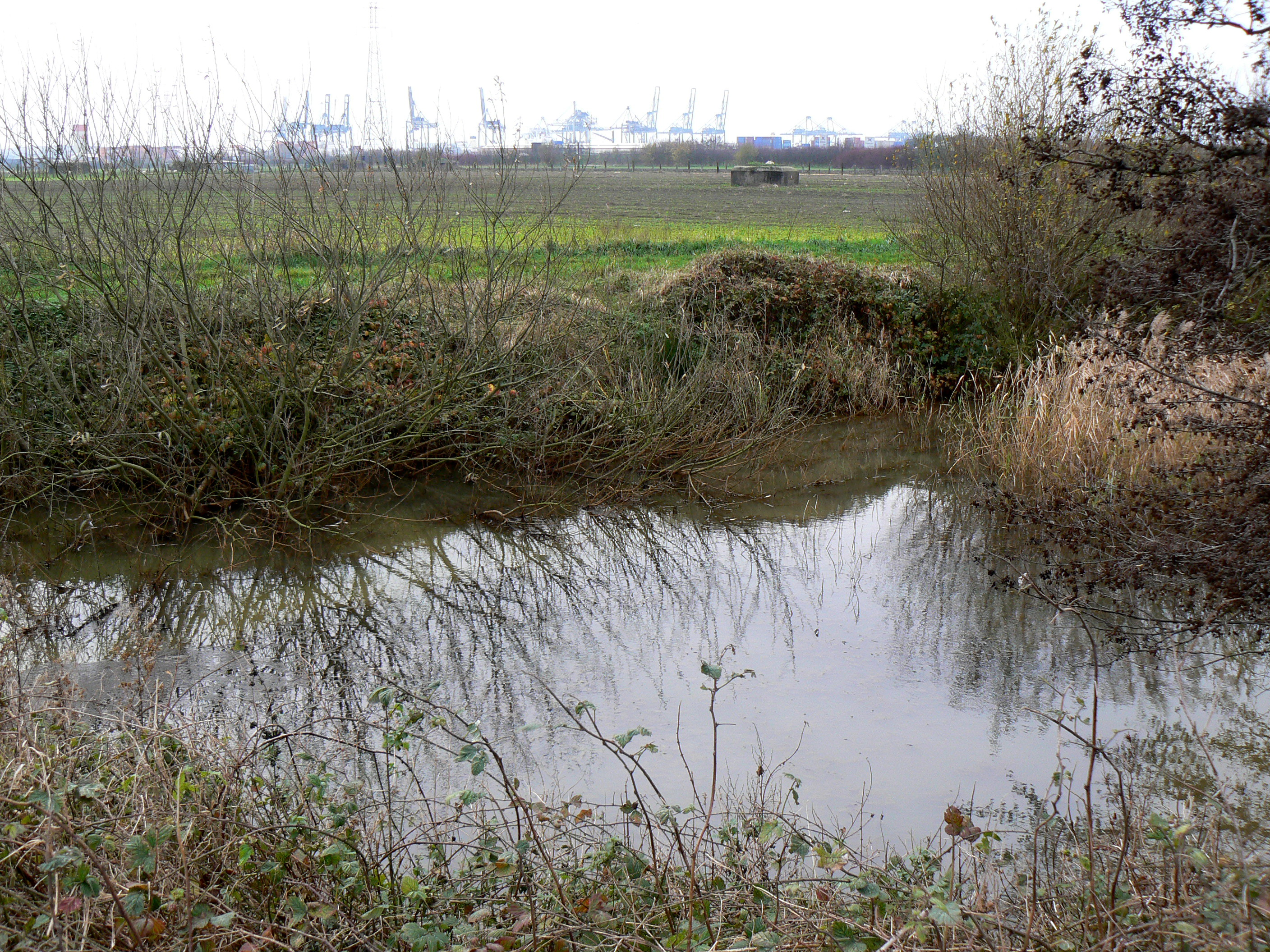
De Antitankgracht nabij het begin aan de grens van Stabroek en Berendrecht. In de verte de havenkranen van het Kanaaldok

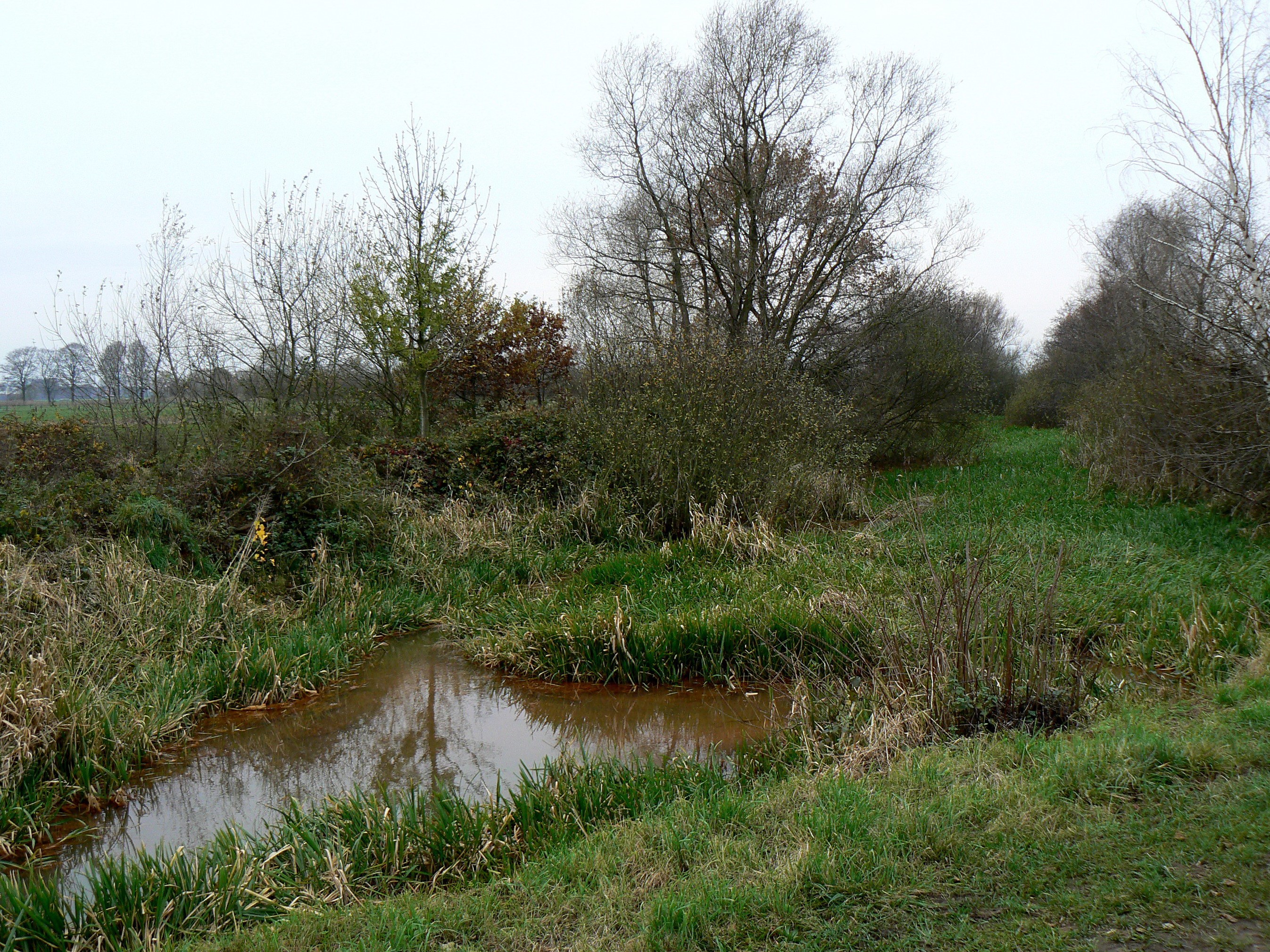
De Antitankgracht in de polders van Stabroek.

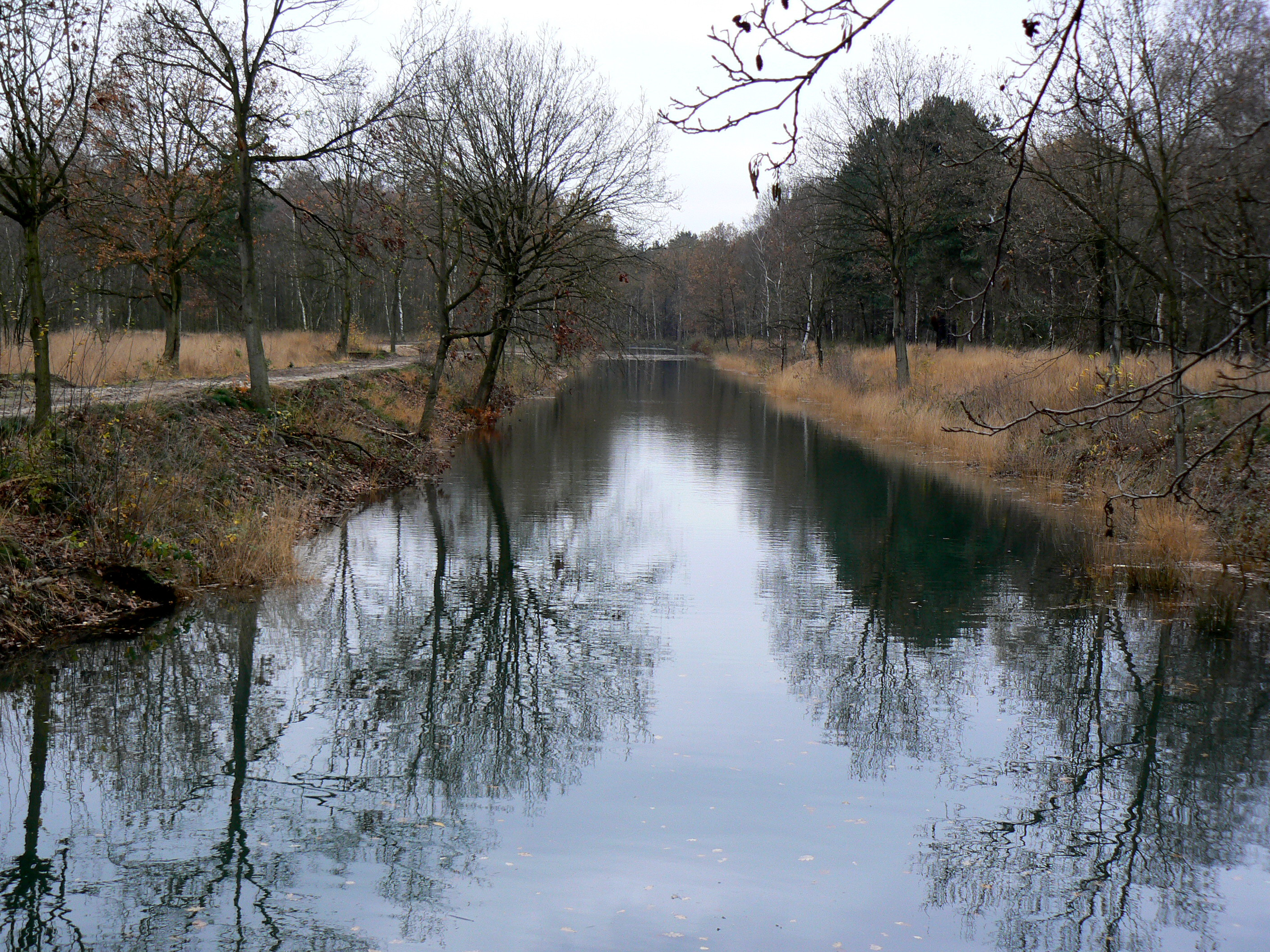
De Antitankgracht ter hoogte van het Fort van Ertbrand. Op deze plaats werd de gracht naar zijn oorspronkelijke breedte hersteld.

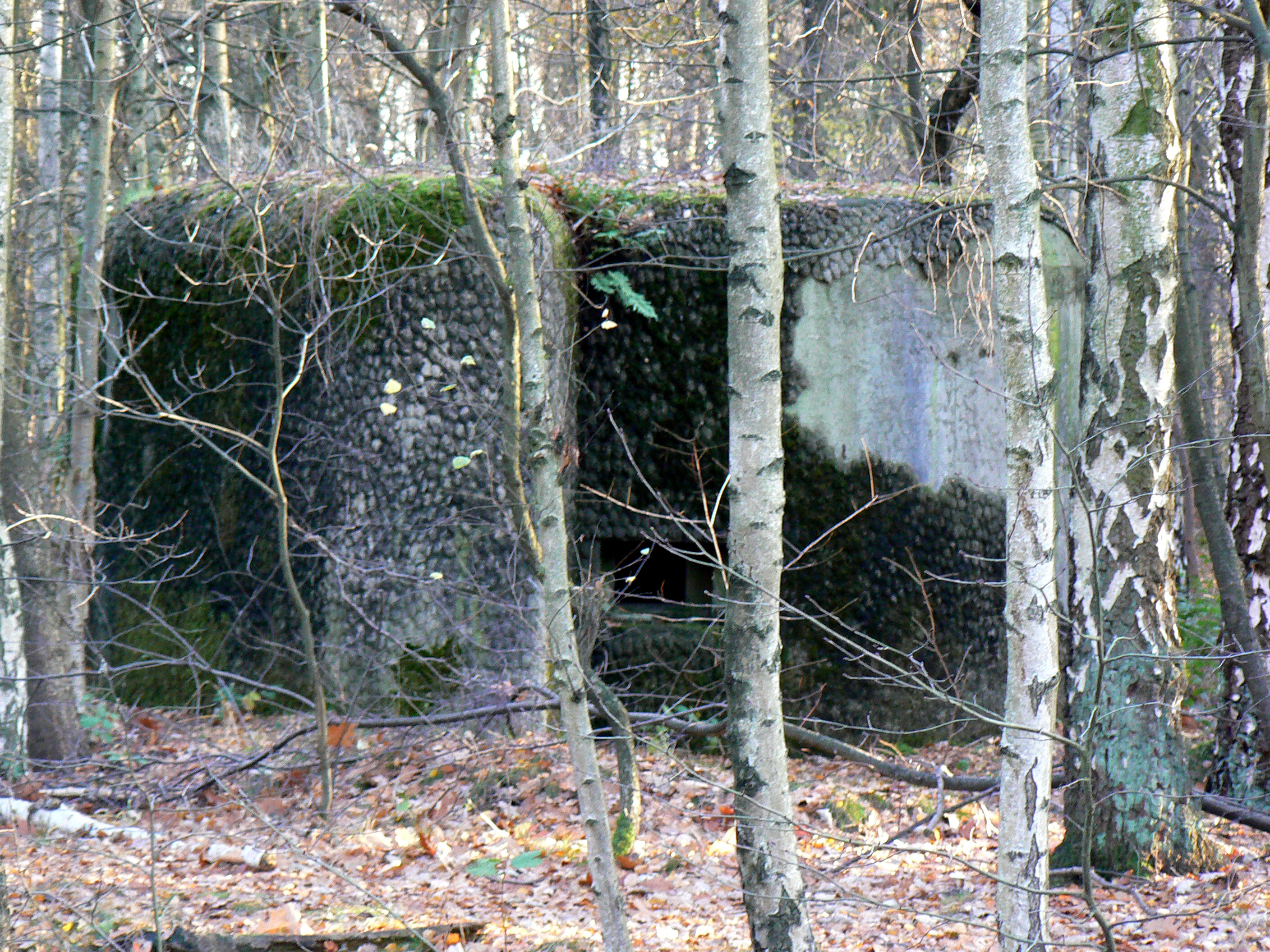
Wachtbunker langs de Antitankgracht

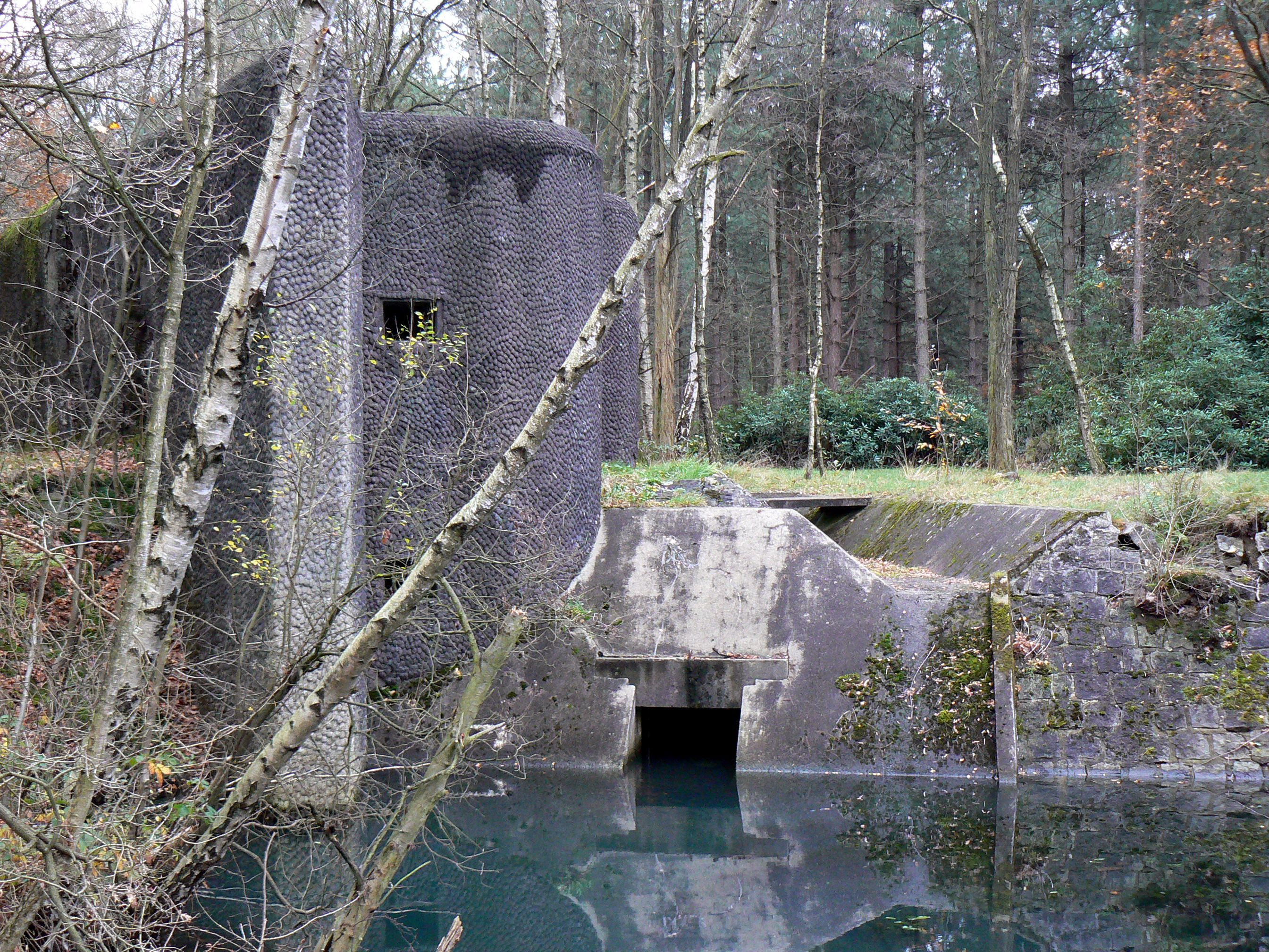
Sluisbunker in Kapellen. Deze bunkers moesten de sluizen beveiligen, die het water in de gracht op peil hielden

De Antitankgracht vormt iets meer dan een kwartcirkel rond de stad Antwerpen, van noord naar oost, op een afstand van ongeveer 15 km van het centrum.
Oorspronkelijk begon de Antitankgracht aan de oevers van de Schelde ter hoogte van het (dijk-)fortje van  Berendrecht ten noorden van Antwerpen. Maar door de aanleg van het Kanaaldok en het Delwaidedok is dat deel van de gracht echter verdwenen en mondt de Antitankgracht nu uit in een omleidingsgracht. De gracht zigzagt vanaf daar naar het oosten door de polders van Stabroek, onder de A12 door en langs het Fort van Stabroek en de Schans van Smoutakker. Vervolgens door de bossen van Kapellen en Brasschaat langs het Fort van Ertbrand, het Fort van Brasschaat en op nog geen kilometer van de Schans van Driehoek. Dan via een duiker onder de E19 door naar Schoten, waar het Fort van Schoten op enkele kilometers ten noorden gepasseerd wordt. In Sint-Job-in-'t-Goor kruist de Antitankgracht het Kanaal Dessel-Turnhout-Schoten en gaat dan enkele honderden meters ondergronds.
In zuidoostelijke richting gaat het verder naar 's-Gravenwezel en Schilde langs het Fort van 's Gravenwezel en de Schans van Schilde en vervolgens zuidelijk naar Oelegem en het Fort van Oelegem. Daarna loopt ze dood op de E34. Oorspronkelijk liep de gracht nog een kilometer verder tot aan de in 1976 gesloopte schans van Massenhoven vlak bij het Albertkanaal, 15 km ten oosten van Antwerpen, maar door de aanleg van de aansluiting van het Duwvaartkanaal is ook dat uiteindelijk verdwenen.

## Geschiedenis
De plannen voor de Antitankgracht ontstaan enkele jaren voor de Tweede Wereldoorlog. Antwerpen werd toen verdedigd door de Stelling van Antwerpen, een dubbele fortengordel met tientallen forten aangelegd in de 19e en het begin van de 20e eeuw. Tijdens de Eerste Wereldoorlog was al duidelijk geworden dat de forten niet effectief waren om een zwaarbewapende vijand te stoppen. Daarom werd tussen 1937 en 1939, aansluitend aan de buitenste fortengordel, een antitankgracht aangelegd.
Oorspronkelijk was de gracht ontworpen als een droge gracht, 3 meter diep, 18 meter breed en met steile oevers. Men kon het kwelwater (opborrelend grondwater) echter niet tegenhouden, daarom werd overgestapt op een natte gracht. De gracht heeft een zaagvormig verloop met rechte stukken van enkele honderden meters. Op elke hoek werden geschutsbunkers gebouwd die de rechte stukken konden bestrijken. Sluisbunkers moesten het water op peil houden. Het water voor de gracht werd uit het Kanaal Dessel-Turnhout-Schoten betrokken.
Snel na de oorlog verloor de gracht haar militaire betekenis en werd ze overgelaten aan de natuur. Delen van de gracht werden gedempt of opgeofferd aan de havenuitbreiding. De reservatiestrook voor het Duwvaartkanaal, een omleidingskanaal voor de duwvaart tussen Oelegem en Zandvliet met een traject dat grotendeels dat van de gracht overlapte, bleef de toekomst van de Antitankgracht jarenlang ongewis. Maar sinds die plannen enkele jaren geleden definitief in de vuilnisbak verdwenen zijn, zijn weer verschillende belangengroepen zich van het belang en de mogelijkheden van de gracht bewust geworden.

## De Antitankgracht als waterloop
In tegenstelling tot wat de naam ‘gracht’ zou laten vermoeden, kan de Antitankgracht prat gaan op stromend water. De gracht was bedoeld als ringgracht rond Antwerpen, waardoor men niet de reliëflijnen kon volgen en er belangrijke hoogteverschillen moesten overbrugd worden. Er is meer dan 13 m hoogteverschil tussen het laagste punt (3 m), in de Scheldepolders nabij Berendrecht, en het hoogste (16,5 m), op de Kempense cuesta in Brasschaat en Sint-Job-in-'t-Goor.
De Antitankgracht wordt gevoed vanuit het Kanaal Dessel-Turnhout-Schoten in Sint-Job-in-'t-Goor en vandaar stroomt het water in twee richtingen. Om het leeglopen te vermijden, is de gracht verdeeld in ongeveer 45 vakken, gescheiden door duikers en sluisbunkers. Op het laagste punt, in de buurt van het Kanaaldok, wordt het water overgepompt in de Schelde via het gemaal ‘Omgelegde Schijn’.
Tijdens de overstromingen van 1998, waarbij delen van Merksem en Kapellen onder water kwamen te staan, heeft de gracht geen rol van betekenis gespeeld in de afvoer van het regenwater.
Het beheer van de Antitankgracht was in handen van de afdeling 'Maas en Albertkanaal' van de administratie 'Waterwegen en Zeewezen' van het toenmalige Ministerie van de Vlaamse Gemeenschap, maar is sinds 2006 overgeheveld naar een EVA vennootschap van het Departement Mobiliteit en Openbare Werken van de Vlaamse overheidsadministratie.

## Natuurlijke kwaliteiten

### Waterkwaliteit
Het kanaal Dessel-Turnhout-Schoten krijgt via het Albertkanaal kalkrijk water uit de Maas. Voor de Antwerpse Kempen met overwegend zandige en zure bodem is dit dus streekvreemd water.
De biologische kwaliteit van het water, bepaald met de Belgische Biotische Index, is over het algemeen matig tot goed, alhoewel de laatste metingen (2004) een slechte kwaliteit gaven.
Ook op basis van de diatomeeënfauna wordt de waterkwaliteit als ‘goed’ beschouwd, maar slechter in de buurt van het kanaal Dessel-Turnhout-Schoten door de instroom van voedselrijk water uit het kanaal.

### Flora & fauna
De diepte, redelijk goede waterkwaliteit en helderheid van het water laten plaatselijk groei van waterplanten toe. In Brasschaat zijn onder andere blaasjeskruid, grote waterweegbree, slangenwortel en waterdrieblad gevonden.
In de buurt van het Fort van Ertbrand in Kapellen komt drijvende waterweegbree en vlottende bies voor, en in Stabroek het gekroesd fonteinkruid.
In tegenstelling tot een natuurlijke waterloop heeft de Antitankgracht op weinig plaatsen een natuurlijke oevervegetatie. De steile oevers, het regelmatige waterdebiet en de beperkte stroming in de gracht laten dat niet toe. Daar waar de gracht door natuurlijke gebieden loop zijn de oevers overwegend begroeid met struiken (sporkehout, Amerikaanse vogelkers, …) en bomen (elzen, berken, …) en zijn dus op zijn minst halfnatuurlijk te noemen. Anderzijds zijn op verscheidene plaatsen, waar de gracht door woongebied loopt, de oevers ingezaaid met gras of wordt frequent maaibeheer uitgevoerd.
De macro-invertebratenfauna is op vele plaatsen goed ontwikkeld met verschillende soorten kokerjuffers, libellenlarven, eendagsvliegen, waterkevers, … Opmerkelijk, maar verklaarbaar door de relatieve kalkrijkdom, is het voorkomen van talrijke tweekleppigen: schildersmossel, zwanemossel en driehoeksmossel en de kleinere erwtemosseltjes.
Het kanaal wordt door verschillende amfibieën gebruikt als voortplantingsplaats. Onder meer bruine kikker, gewone pad, alpenwatersalamander, vinpootsalamander en kamsalamander werden er aangetroffen. In de vochtige heideveldjes rond het kanaal komen levendbarende hagedis en hazelworm voor. Op verschillende plaatsen in het kanaal zijn uitheemse waterschildpadden gemeld.
Ook watervogels maken van de sterk begroeide oevers gebruik om te broeden: waterhoen, meerkoet, fuut, verschillende soorten eenden, ijsvogel, …
Van zoogdieren vermelden we vooral de verschillende soorten vleermuizen die de forten en bunkers als overwinteringsplaats gebruiken, en in de zomer de gracht en de omliggende bossen als voedselgebied bestrijken.

## De Antitankgracht als natuurverbindingsgebied
De Antitankgracht vormt een langgerekt element van het Vlaamse waternetwerk doorheen het zogenaamde bebouwd perifeer landschap en is daardoor een natuurverbindingsgebied voor onder andere de volgende grote en kleinere natuurgebieden en boscomplexen:
- het Reigersbos in Berendrecht, een klein bos (4,3 ha) bekend om zijn kolonie blauwe reigers;
- de Huzarenberg in Stabroek, een bos- en duingebied met interessante vogels, beheerd door Natuurpunt ;
- de Schans van Smoutakker in Stabroek, een opgeblazen fortje met zeldzame schubvarens en mossen, natuurreservaat beheerd door Natuurpunt;
- het Fort van Ertbrand in Kapellen, vleermuizenreservaat beheerd door Natuurpunt;
- het Ertbrandbos, een gemengd bos op zandgrond beheerd door Natuurpunt;
- het Mastenbos, ook in Kapellen, een gemengd bos op zandgrond beheerd door het Agentschap voor Natuur en Bos;
- het Wolvenbos in Kapellen, een privé-bos;
- Staatsdomein De Uitlegger op de grens tussen Kapellen en Brasschaat, een oud landgoed bezaaid met bunkers en waterpartijen, beheerd door het Agentschap voor Natuur en Bos;
- Militair domein Klein Schietveld in Brasschaat, met gemengd bos, droge en natte heide en vennen;
- Fort van Brasschaat, een reservaat voor vleermuizen;
- Staatsdomein De Inslag in Brasschaat, gemengd bos, grasland en heiderestanten, beheerd door het Agentschap voor Natuur en Bos en Natuurpunt;
- het gemeentelijk park De Mik in Brasschaat;
- Domein La Garenne in Schoten, een uitgebreid privé-domein van 450 ha met bos, weiland en akkers;
- Domein ‘t Groot Kasteel te 's-Gravenwezel, een oud kasteeldomein met heiderestanten;
- Provinciaal Domein Vrieselhof in Oelegem, nog een kasteeldomein met bossen en graslanden;
- Fort van Oelegem in Oelegem, een belangrijk vleermuizenreservaat.

Daarnaast dwarst en verbindt de Antitankgracht bijna alle beekvalleien in de streek:
- het Schoon Schijn in Kapellen
- de Kaartse Beek op de grens tussen Kapellen en Brasschaat;
- de Laarse Beek op de grens tussen Brasschaat en Schoten;
- de Kleine Schijn in ’s Gravenwezel;
- de Zwanebeek in Schilde;
- de Grote Schijn in Schilde;

Om deze redenen wordt de Antitankgracht in het ruimtelijk structuurplan van de provincie Antwerpen als een zeer belangrijk, nat natuurverbindingsgebied geklasseerd.

## Bedreigingen en bescherming
Het voortbestaan van de gracht loopt sinds enkele jaren niet langer gevaar door de plannen voor het duwvaartkanaal, maar de bescherming ervan is nog lang niet verzekerd. Na het opheffen van de reservatiezone zijn de oorspronkelijke bestemmingen van het Gewestplan terug geldig geworden, en die houden niet steeds rekening met de ecologische waarde van de gracht. Naast de industrie van de haven en de intensieve landbouw in Stabroek, vormen vooral het onzekere waterpeil, de soms intense recreatiedruk op de oevers, sluikstorten en oprukkende exoten een bedreiging voor de gracht.

### Onstabiele waterpeil
Het waterpeil in de gracht wordt kunstmatig geregeld en is vrij onstabiel. Vele van de duikers en sluizen die het waterpeil regelen, zijn in slechte staat, raken dikwijls defect of vervullen hun rol niet meer. Een gevolg is dat het waterpeil soms gedurende korte of langere tijd zeer laag kan staan, met negatieve gevolgen voor de planten in de gracht en op de oevers. Door de schommelingen kunnen waardevolle natte gebieden tijdelijk droog komen te staan, met een plotse toename van de voedselrijkdom tot gevolg.

### Sluikstorten en exoten
De Antitankgracht is op plaatsen waar ze door wegen gekruist wordt, makkelijk bereikbaar. Op verschillende van die plaatsen is ze feitelijk tot een stortplaats geworden. Voornamelijk groot huishoudelijk afval en tuinafval ontsiert de gracht en de oevers en vormen een bron van vooral visuele vervuiling.
De laatste jaren is de Antitankgracht ook een vergaarbak geworden voor een groot aantal exoten, zowel dieren (moerasschildpad, graskarper,…) als planten (onder andere parelvederkruid en grote waternavel). Vooral deze laatste twee soorten overwoekeren op sommige plaatsen de gracht en verdringen de inheemse soorten zoals het aarvederkruid en het blaasjeskruid. De agressieve exoten zijn hier waarschijnlijk geïntroduceerd door tuinliefhebbers. Sinds enkele jaren doet vooral het provinciebestuur pogingen om de planten te verwijderen.

### Overrecreatie
Overrecreatie langs de oevers is een toenemende bedreiging. De oevers van de gracht waren oorspronkelijk steil en de oeverpaden smal. Door de toenemende recreatiedruk zijn op sommige plaatsen, vooral rond de forten, de oevervegetatie verdwenen, de oevers afgekalfd en de gracht gedeeltelijk gedempt.